# SC Union 05 Düsseldorf
SC Union 05 Düsseldorf was een Duitse voetbalclub uit Düsseldorf.

## Geschiedenis
De club werd opgericht in 1905 als Düsseldorfer FC Union 05 toen enkele spelers van Düsseldorfer FC Britannia zicht afscheidden. De club was aangesloten bij de West-Duitse voetbalbond. In 1910 werd de club kampioen van Noordrijn-Ruhr en plaatste zich zo voor de West-Duitse eindronde, waarin meteen verloren werd van Dürener FC 1903.
In 1911 werd de naam SC Union 05 aangenomen omdat de club ook in andere sporten actief was. In 1913 werd de club kampioen van Zuidrijn. In de eindronde versloeg Union FC Borussia 1899 Cöln en VfB 05 Marburg en 1. FC Arminia Bielefeld, maar dan bleek dat Bielefeld en Düsseldorf in de kwartfinale tegen de verkeerde tegenstander gespeeld hadden, waarop de bond beide clubs uitsloot en Düsseldorf de finale tegen Duisburger SpV niet mocht spelen.
In 1919 fuseerde de club met VfR Düsseldorf en Friedrichstätter TV 1880 tot TuRU 1880 Düsseldorf.

## Erelijst
Kampioen Noordrijn-Ruhr
1910
Kampioen Zuidrijn
1913
Kampioen Noordrijn-Düsseldorf
1915, 1916